# Helge Backlund

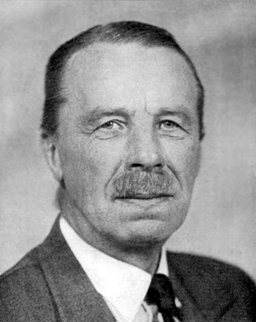
1943

Helge Götrik Backlund (* 13. September 1878 in Dorpat; † 29. Januar 1958 in Uppsala) war ein schwedischer Geologe und Paläontologe. Er befasste sich vor allem mit Petrographie und Tektonik Skandinaviens, Nordrusslands und der arktischen Regionen Sibiriens.

## Leben
Helge Backlund war der Sohn des Astronomen Oskar Backlund (1846–1916) in Dorpat, später Direktor des Pulkowo-Observatoriums. Seine Schwester war die russisch-schwedische Künstlerin Elsa Backlund-Celsing (1880–1974).
Backlund studierte Geologie in Sankt Petersburg (Abschluss 1902) und in Wien, wo er 1908 promoviert wurde. Von 1899 bis 1901 nahm er an der russisch-schwedischen Expedition zur Gradmessung nach Svalbard teil, während dieser ihm am 4. August 1900 die Erstbesteigung des Newtontoppen gelang. 1904 folgte eine Expedition nach Nordsibirien (zum Jenissei und zum Unterlauf des Chatanga), 1909 eine in den Nordural und ans Arktische Meer (zum Unterlauf des Ob). Im Jahr 1909 wurde er Kustode am Geologischen Museum der Russischen Akademie der Wissenschaften in Sankt Petersburg, ab 1911 dann Chefkustode. Im Jahr 1911 suchte er nach Erdöl in Turkestan. Von 1912 bis 1913 war er Staatsgeologe in Argentinien. Von 1913 bis 1914 reiste er nach Nord- und Südamerika, 1915 ins Altai und die nördliche Mongolei, 1916 in den Ural und 1917 wieder in die nördlichen Mongolei. Im Jahr 1918 wurde er Professor an der Akademie in Åbo.
Backlund vertrat die Hypothese der Granitentstehung aus Sedimentgesteinen unter dem Einfluss von Gas-Emanation. Er bearbeitete die Stratigraphie archäischer und proterozoischer Gesteine des baltischen Schildes neu und bestimmte gemeinsame Sedimentationszyklen in den Gothokareliden. Er erforschte 1909 die Geologie des arktischen Urals und 1911 bis 1913 Zinnlagerstätten in Argentinien und Bolivien.
Im Jahr 1943 verlieh ihm die Geologische Vereinigung die Gustav-Steinmann-Medaille. Er war Mitglied der Schwedischen Akademie der Wissenschaften, der Göttinger Akademie der Wissenschaften. sowie der Royal Society of Edinburgh.